# Casa de Henneberg
La Casa de Henneberg fue una familia condal alemana (Grafen) que desde el siglo XI en adelante sostuvo grandes territorios en el Ducado de Franconia. Su condado fue elevado a Principado en 1310. 
Tras la extinción de la línea a finales del siglo XVI, la mayor parte de sus territorios fueron heredados por la sajona Casa de Wettin y subsecuentemente incorporados en los estados turingios de su rama Ernestina.

## Orígenes
Los orígenes distantes de la familia son especulativos aunque parece que tuvo su origen en el valle del Medio Rin, al este de la moderna Francia. Charibert, un noble de Neustria es el ancestro más temprano registrado, con fecha anterior a 636. Pasan cinco generaciones entre Charibert y el siguiente descendiente del que existen documentos, Rutpert (Roberto) I, Conde de Rheingau y Wormsgau. Tanto la dinastía de los Capetos como la línea mayor de la Casa de Babenberg (Popponidas) son descendientes masculinos directos del Conde Roberto I y así referidos como Robertinos.
La denotación Babenberger, nombrado por el castillo de Bamberg (Babenberch), fue establecida en el siglo XII por el cronista Otto de Freising, él mismo un miembro de la familia Babenberg. La posterior Casa de Babenberg, que gobernó lo que se convertiría en el Ducado de Austria, proclamó provenir de la dinastía a Poppónida. Sin embargo, la descendencia del primer margrave Leopoldo I de Austria († 994) permanece incierta.

## Condado de Henneberg

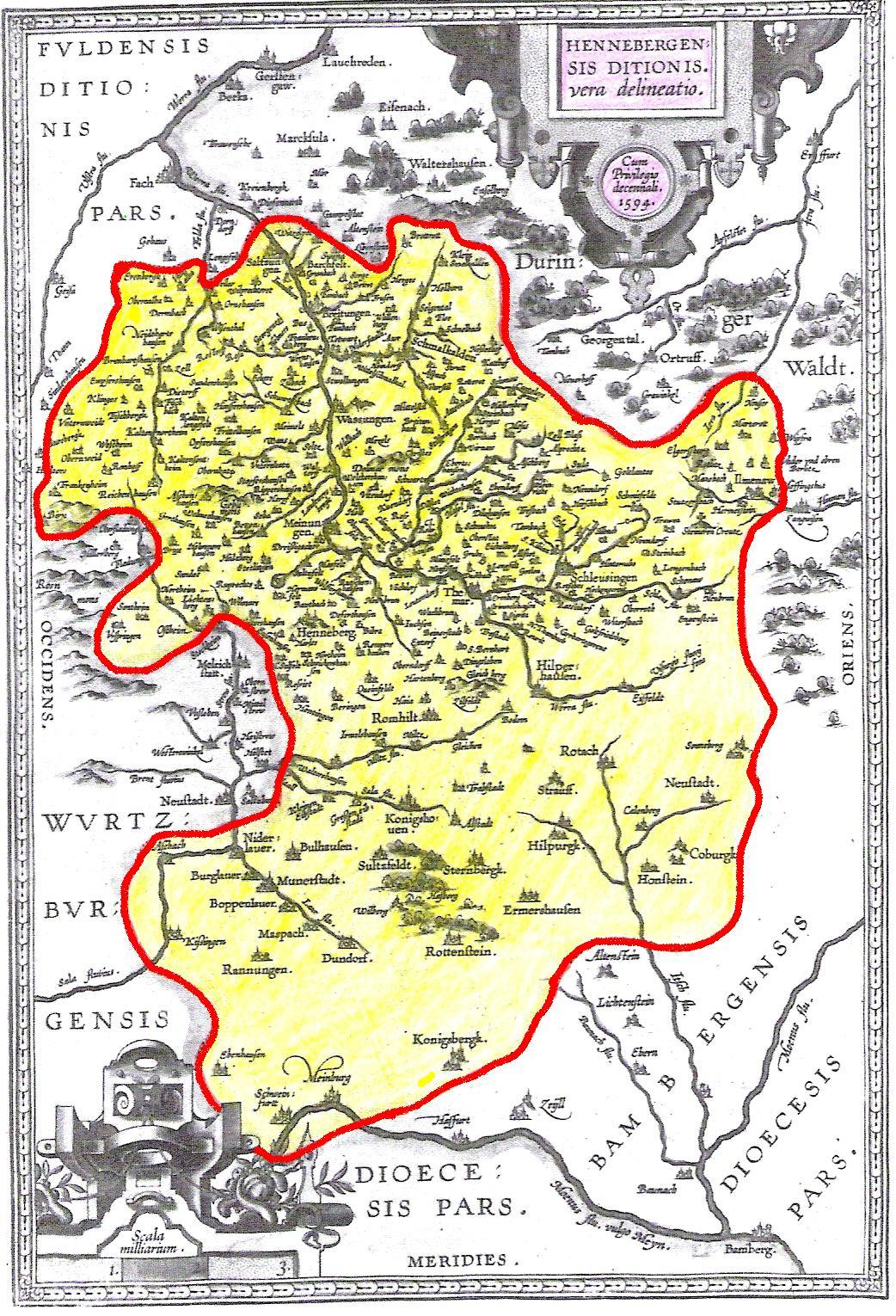
Mapa de Henneberg datado de 1594 pero probablemente reflejando una edad más temprana.

En el siglo XI, los estados de la dinastía en torno del ancestral Castillo de Henneberg cerca de Meiningen pertenecían al ducado raíz germano de Franconia. Se encontraba localizado al suroeste de la cordillera de Rennsteig en el bosque de Turingia, entonces formando al norte la frontera con las posesiones de los Langraves de Turingia. En 1096 un Conde Godeboldo II de Henneberg sirvió como burgrave de los obispos de Wurzburgo; su padre Poppo había muerto en batalla en 1078. En 1136 fue fundada la Abadía de Vessra cerca de Hildburghausen.
Los condes perdieron su posición cuando los obispos fueron elevados a "Duques de Franconia" en el siglo XII. Sin embargo, en el curso de la Guerra de Sucesión Turingia a la muerte del Landgrave Enrique Raspe, el Conde Germán I de Henneberg (1224-1290) en 1247 recibió el señoría turingio de Schmalkalden del margrave de la Casa de Wettin Enrique III de Meissen. Después de la extinción de la bávara Casa de Andechs a la muerte del Duque Otón II de Merania en 1248, los Condes de Henneberg también heredaron su señorío francón de Coburgo (entonces llamado "nuevo señorío", después Sajonia-Coburgo).
En 1274 los estados de Henneberg fueron divididos en las ramas de Schleusingen, Aschach-Römhild y Hartenberg. El Conde Bertoldo VII de Henneberg-Schlesuingen (1272-1340) fue elevado a estatus principesco en 1310; sus estados comprendían las poblaciones de Schmalkalden, Suhl y Coburgo. En 1343 los Condes de Henneberg también compraron la población turingia de Ilmenau. Las tierras de Coburgo pasaron a la sajona Casa de Wettin tras el matrimonio de la Condesa Catalina de Henneberg con el Margrave Federico III de Meissen en 1347.
Después de la Reforma Imperial de 1500, el Condado de Henneberg formaba el parte más septentrional del Círculo Francón, bordeando los Ducados Ernestinos de Alta Sajonia y las tierras de la abadía principesca de Fulda pertenecientes a la Alta Renania al noroeste. Como una piedra en un zapato permanecía el enclave de Meiningen, un feudo sostenido por los Obispos de Wurzburgo, que no fue adquirido por los condes hasta 1542.

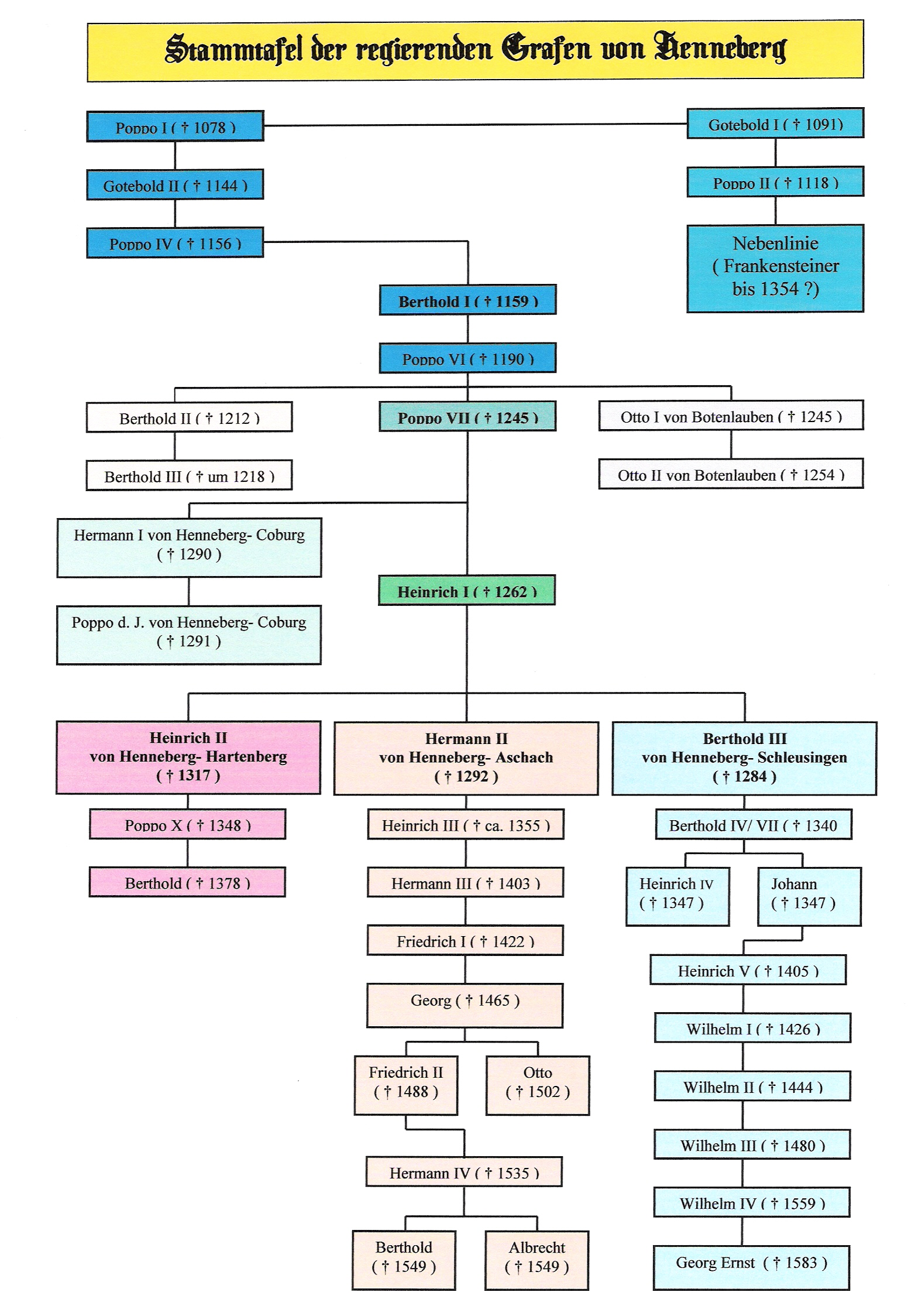
Árbol de la familia (clicar para ampliar).

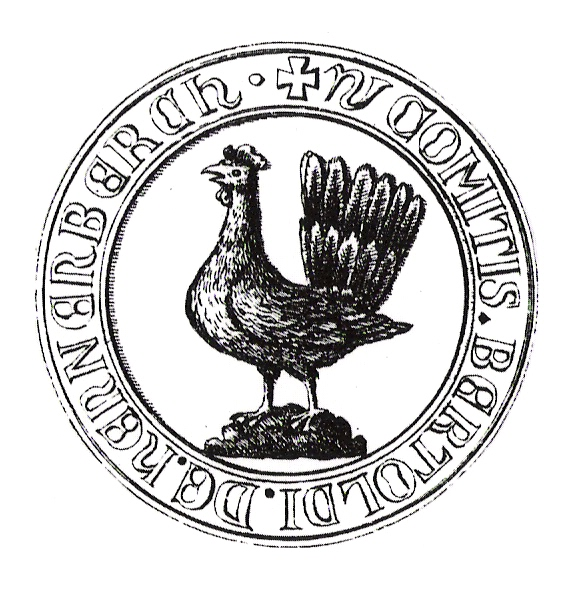
Escudo de armas de Bertoldo de Henneberg.

## Desaparición
Mientras que la línea masculina de la Casa de Babenberg quedó extinta en 1246, los Condes de Henneberg perduraron hasta 1583. En 1554 Guillermo IV de Henneberg-Schleusingen había firmado un tratado de herencia con el Duque Juan Federico II de Sajonia. Sin embargo, cuando el último Conde Jorge Ernesto de Henneberg murió, tanto las ramas Ernestina como Albertina de la dinastía Wettin reclamaron sus estados, que finalmente fueron divididos en 1660 entre los ducados Ernestinos de Sajonia-Weimar y Sajonia-Gotha y el duque Albertino Mauricio de Sajonia-Zeitz. El Señorío de Schmalkalden cayó del lado del Landgrave Guillermo IV de Hesse-Kassel según un tratado de herencia de 1360.
Después del Congreso de Viena de 1815 las anteriores partes de la rama Albertina de la Casa de Wettin en torno a Schleusingen y Suhl cayeron en manos de la prusiana Provincia de Sajonia. El Rey Federico Guillermo III de Prusia asumió el título de Conde Principesco de Henneberg, que sus sucesores de la Casa de Hohenzollern han mantenido desde entonces.

## Miembros notables de la Familia Henneberg
- Bertoldo de Henneberg-Römhild (1442 - 21 de diciembre de 1504), Príncipe elector y Arzobispo de Maguncia, hijo de Jorge, conde de Henneberg-Römhild.
- Conde Otón von Henneberg, conocido comúnmente como Otón de Botenlauben desde 1206, probablemente nacido en 1177 en Henneberg, muerto en Reiterswiesen cerca de Bad Kissingen antes de 1245, fue un minnesänger alemán, cruzado y fundador de la Abadía de Frauenroth.
- Germán I de Henneberg
- Catalina de Henneberg
- Guillermo II de Henneberg-Schleusingen
- Guillermo III de Henneberg-Schleusingen

## Escudo de armas que incorporan Henneberg

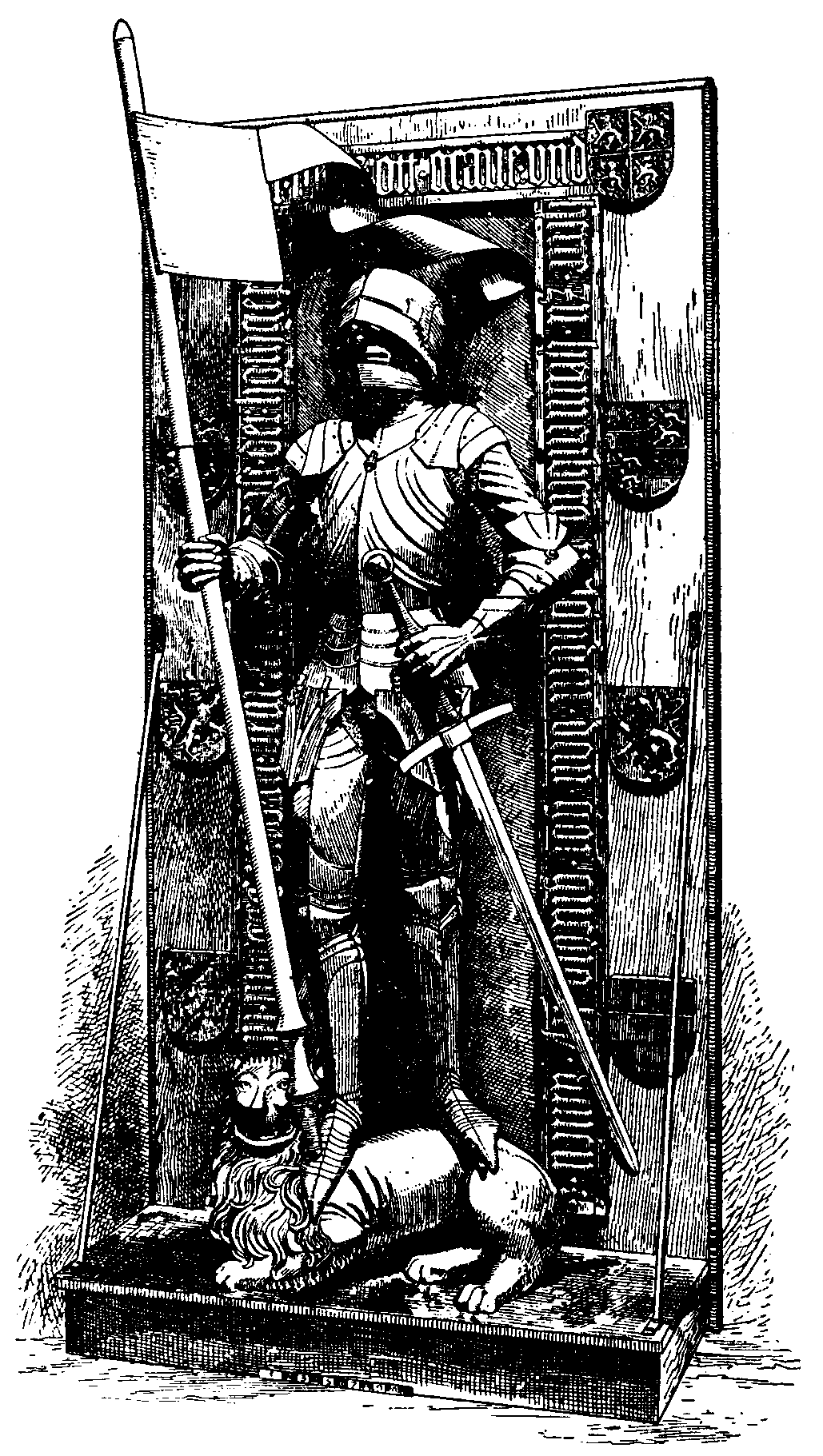
Monumento al Conde Otón IV de Henneberg-Münnerstadt +1502

Wartburgkreis
Landkreis Hildburghausen
Ilm-Kreis
Schmalkalden-Meiningen
Suhl
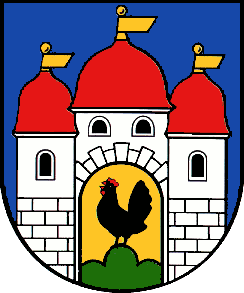
Schleusingen
Meiningen
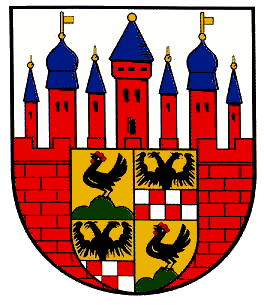
Themar
Schmalkalden